# Municipio de North Annville
El municipio de North Annville  (en inglés: North Annville Township) es un municipio ubicado en el condado de Lebanon en el estado estadounidense de Pensilvania. En el año 2000 tenía una población de 2.279 habitantes y una densidad poblacional de 50.5 personas por km².

## Geografía
El municipio de North Annville se encuentra ubicado en las coordenadas 40°21′00″N 76°32′59″O / 40.35000, -76.54972.

## Demografía
Según la Oficina del Censo en 2000 los ingresos medios por hogar en la localidad eran de $49,716 y los ingresos medios por familia eran $56,250. Los hombres tenían unos ingresos medios de $34,034 frente a los $25,179 para las mujeres. La renta per cápita para la localidad era de $20,593. Alrededor del 5,5% de la población estaban por debajo del umbral de pobreza.